# Arquidiocese de Tuam
A Arquidiocese de Tuam (Archidiœcesis Tuamensis) é uma circunscrição eclesiástica da Igreja Católica situada em Tuam, Irlanda. Seu atual arcebispo é Francis Duffy. Sua Sé é a Catedral da Assunção da Santíssima Virgem Maria de Tuam.
Possui 56 paróquias servidas por 96 padres, abrangendo uma população de 159 995 habitantes, com 90,8% da dessa população jurisdicionada batizada (145 312 católicos).

## História
A partir do século VI, o monasticismo desenvolveu-se em grande escala em quase toda a ilha, dando origem a uma organização territorial, típica da Irlanda, baseada no sistema monástico e não diocesano, como no continente e na Grã-Bretanha. A diocese de Tuam foi fundada no primeiro quarto do século VI, depois de São Patrício ter evangelizado o território no século anterior. Originalmente, a diocese incluía apenas uma parte da diocese atual e era uma jurisdição monástica, como outras dioceses irlandesas da época.
Em 1111, o sínodo de Rathbreasail marcou a transição para uma jurisdição diocesana no modelo do continente europeu, no entanto, o legado da jurisdição monástica sobreviveu neste canto da Irlanda também até o subsequente sínodo de Kells em 1152, no qual a diocese de Tuam foi elevada à categoria de arquidiocese metropolitana, sobretudo pela importância política da cidade como residência do rei de Connacht Ruaidrí mac Tairrdelbach Ua Conchobair que impôs a sua supremacia sobre toda a Irlanda. O mesmo sínodo de Kells suprimiu a diocese de Cong, cujo território foi incorporado à arquidiocese de Tuam.
A diocese de Enachdune (agora Annaghdown), não mencionada no Sínodo de Rathbreasail, foi reconhecida pelo Sínodo de Kells. De 1253 a 1306 a sé foi suprimida e seu território foi unido à arquidiocese de Tuam. Em 1306, o decano e o capítulo de Enachdune elegeram o bispo Gilberto sem obter a autorização prévia do rei e apesar da supressão da sé. O Arcebispo de Tuam recorreu à Santa Sé, mas Gilberto, já consagrado, permaneceu no cargo. Os arcebispos de Tuam procuraram impor a sua jurisdição à Abadia de Annaghdown e às suas paróquias sujeitas durante cerca de 250 anos, entrando em conflito com abades que procuravam manter a sua independência. Em 1484, as reivindicações dos abades foram atendidas com a ereção da Custódia de Galway, uma jurisdição quase episcopal, que foi abolida em 1830 em favor da ereção da Diocese de Galway (agora Diocese de Galway e Kilmacduagh).
Entre os séculos XII e XIII, os arcebispos de Tuam rejeitaram as reivindicações dos arcebispos de Armagh às igrejas fundadas por São Patrício na arquidiocese de Tuam, numa disputa que terminou em 1211. Os arcebispos de Tuam, por sua vez, reivindicaram o poder metropolitano sobre o dioceses de Ardagh e Kilmore, mas em 1235 o Papa Gregório IX decidiu a disputa em favor de Armagh.
Na época da Reforma Protestante de 1534, imposta por Henrique VIII da Inglaterra, a arquidiocese era governada por Christopher Bodykin, que manteve uma atitude prudente e não foi perseguido pelas autoridades. Em 1558 pode efetivamente realizar uma visita pastoral, cujos documentos fornecem informações históricas preciosas. Os seus sucessores, Nicholas Skerret e Miler O'Higgens, foram ambos forçados ao exílio: o primeiro morreu em Lisboa e o segundo em Antuérpia.
Esta parte da Irlanda foi a que mais sofreu durante a Grande Fome Irlandesa da década de 1840. Durante este período, os protestantes tentaram fazer conversões entre os católicos, oferecendo comida às famílias que enviavam os seus filhos para as suas escolas. Apesar da grande pobreza, muitos católicos rejeitaram a oferta de preservar a sua fé. De modo geral, durante o século XIX a arquidiocese conseguiu dotar-se de novas igrejas e novas escolas e ao mesmo tempo começou a combater alguns males sociais, como o alcoolismo e a criminalidade.

## Prelados
- São Iarlath † (circa 501 - circa 540)
- Ferdomuach † (? - 781)
- Eugene MacCleric † (? - 969)
- Murchad O'Nioc † (? - 1033)
- Edan O'Hoisin I † (? - 1085)
- Ercal O'Maelomair † (? - 1086)
- Cormac O'Carroll † (? - 1091)
- Cathasach O'Conail † (? - 1117)
- Murchad O'Nioc † (? - 1128)
- Donald O'Dubhai † (? - 1136)
- Maurice O'Dubhai † (antes de 1144 - 1150)
- Edan O'Hoisin II † (1150 - 1161)
- Catholicus O'Dubhai † (1161 - 1201)
- Felix O'Ruadan, O.Cist. † (1201 - 1233)
- Marian O'Loughnan † (1235 - 1249)
- Florence MacFlynn † (1250 - 1256)
- Gualtiero di Salerno † (1257 - 1258)
- Thomas O'Connor † (1259 - 1279)
  - Sede vacante (1279-1286)
- Stephen of Fulburn, O.F.M. † (1286 - 1288)
- William of Birmingham † (1289 - 1312)
- Malachy MacAeda † (1312 - 1348)
- Thomas O'Carroll † (1348 - 1364)
- John O'Grady † (1364 - 1371)
- Gregory † (1372 - 1384)
  - Gregory O'Moghan † (1384 - 1385 deposto) (ilegítimo)
- William O'Cormacan † (1386 - 1393)
- Maurice O'Kelly † (1393 - 1409)
- John Babynge, O.P. † (1409 - circa 1427)
  - Cornelius, O.F.M. † (1411 - ?) (pseudobispo)
- John Bsterley (ou Barley), O.P. † (1430 - 1437)
- Thomas O'Kelly, O.P. † (1438 - 1441)
- John Burke (de Burgo) † (1441 - 1450)
- Donat O'Muregeid, O.S.A. † (1450 - 1484)
- William Joyce † (1485 - 1501)
- Philip Pinson, O.F.M. † (1503 - ?)
- Walter Blake † (1506 - ?)
- Maurice O'Fihely, O.F.M. † (1506 - 1513)
- Thomas O'Mullaly † (1514 - 1536)
- Arthur O'Frigil † (1538 - ?)
- Christopher Bodykin † (1555 - 1573)
  - Sede vacante (1573-1580)
- Nicholas Skerret † (1580 - 1583)
  - Sede vacante (1583-1586)
- Miler O'Higgens † (1586 - 1590)
- James O'Healy † (1591 - 1595)
  - Sede vacante (1595-1609)
- Florentius Conry, O.F.M.Obs. † (1609 - 1629)
- Malachy O'Queely † (1630 - 1645)
- John De Burgo † (1647 - 1667)
- James Lynch † (1669 - 1713)
- Francis Burke † (1713 - 1723)
- Bernard O'Gara † (1723 - 1740)
- Michael O'Gara † (1740 - 1748)
- Mark Skerret † (1749 - 1785)
- Philip Phillips † (1785 - 1787)
- Boetius Egan † (1788 - 1798)
- Edward Dillon † (1798 - 1809)
- Oliver O'Kelly † (1814 - 1834)
- John MacHale † (1834 - 1881)
- John MacEvilly † (1881 - 1902)
- John Healy † (1903 - 1918)
- Thomas Patrick Gilmartin † (1918 - 1939)
- Joseph Walsh † (1940 - 1969)
- Joseph Cunnane † (1969 - 1987)
- Joseph Cassidy † (1987 - 1994)
- Michael Neary (1995 - 2021)
- Francis Duffy (desde 2021)